# نيك كريستي
نيك كريستي (بالإنجليزية: Nick S. Christie)‏ هو منافس ألعاب قوى أمريكي، ولد في 29 سبتمبر 1991.

## وصلات خارجية
- نيك كريستي على موقع الاتحاد الدولي لألعاب القوى (الإنجليزية)
- نيك كريستي على موقع الاتحاد الأمريكي لسباقات المضمار والميدان (الإنجليزية)
- نيك كريستي على موقع اللجنة الأولمبية الدولية (الإنجليزية)
- نيك كريستي على موقع أوليمبيديا (الإنجليزية)
- نيك كريستي على موقع اللجنة الأولمبية والبارالمبية الأمريكية (الإنجليزية)